# Yū Shirota
Yū Shirota (城田 優?, Shirota Yū; Tokyo, 26 dicembre 1985) è un attore, cantante e modello giapponese, soprannominato Yuu Yuu, ha un fratello maggiore di un anno di nome Jun.
Conosciuto soprattutto per il ruolo svolto nel dorama Hanazakari no kimitachi e, adattamento live action del manga Hana-Kimi. È un ex-membro della band D-Boys. Parla correntemente lo spagnolo.
Nato da padre giapponese e madre spagnola, ha vissuto da 3 a 7 anni a Barcellona, ma torna in Giappone per frequentare le scuole elementari; frequenta il liceo Horikoshi assieme a Tomohisa Yamashita, Teppei Koike, Tōma Ikuta, Jin Akanishi e Kōki Tanaka.
Ha imparato a suonare il pianoforte sotto la guida e l'insegnamento della madre.
Inizia la sua carriera nel mondo dello spettacolo tra il 2003 e il 2004, partecipando a vari dorama e film.
Il suo album di debutto intitolato semplicemente "U" usci il 4 maggio 2011 mentre il suo secondo album intitolato "UNO" esce il 7 marzo dell'anno successivo. Il secondo album contiene alcuni brani dell'album di debutto.
Il 24 ottobre 2018 è uscito il suo nuovo album intitolato: "A Singer", qui, Shirota cambia casa discografica, infatti, l'etichetta dei primi due album sono dell'Avex Group, mentre, l'etichetta del nuovo album è della Sony Music Entertainment Japan.

## Filmografia

### Cinema
- Tennis no ōjisama, regia di Yuichi Abe (2006)
- Arakure Knight, regia di Mikio Hirota (2007)
- Waruboro, regia di Yasushi Sumida (2007)
- Hîto airando, regia di Osamu Katayama (2007)
- Shinizokonai no ao, regia di Masaki Adachi (2008)
- Rookies: Sotsugyô, regia di Yûichirô Hirakawa (2009)
- Kondo wa aisaika, regia di Isao Yukisada (2009)
- Kôshônin: The movie - Taimu rimitto kôdo 10,000 m no zunôsen, regia di Hidetomo Matsuda (2010)
- Arakawa Under the Bridge (Arakawa andā za burijji), regia di Ken Iizuka (2012)
- Gekijouban SPEC: Kurôzu - Zen no hen, regia di Yukihiko Tsutsumi (2013)
- Gekijouban SPEC: Kurôzu - Kou no hen, regia di Yukihiko Tsutsumi (2013)
- Kuroshitsuji, regia di Kentarô Ohtani e Kei'ichi Sato (2014)
- Akegarasu, regia di Yûichi Fukuda (2015)
- Ajin, regia di Katsuyuki Motohiro (2017)
- Hitsuji to hagane no mori, regia di Kôjirô Hashimoto (2018)
- Shin Kaishaku Sangokushi, regia di Yûichi Fukuda (2020)
- Remain in Twilight, regia di Daigo Matsui (2021)
- The Confidence Man JP: Episode of the Hero, regia di Ryô Tanaka (2022)
- Violence Action (The Violence Action), regia di Tôichirô Rutô (2022)

### Televisione
- 2005: Pink no idenshi (TV Tokyo, ep. 12)
- 2006: Kami wa saikoro wo furanai (NTV, ep. 7)
- 2007: Haken no hinkaku - Amaya ryuto (NTV)
- 2007: Seito shokun! - Mizuhara Ken (TV Asahi)
- 2007: Hanazakari no kimitachi e - Ikemen Paradaisu - Kagurazaka Makoto (Fuji TV)
- 2008: Koshonin - Mariya Kyosuke (TV Asahi)
- 2008: Team Batista no eiko
- 2008. Rookies - Shinjo Kei (TBS)
- 2008: Rookies SP - Shinjo Kei (TBS)
- 2008: Hanazakari no kimitachi e - Ikemen Paradaisu SP - Kagurazaka Makoto (Fuji TV)
- 2009: Tenchijin - Sanada Yukimura (NHK)
- 2009: Koshonin SP - Mariya Kyosuke (TV Asahi)
- 2009. Go Ape - Yukio (WOWOW)
- 2009: Samurai High School - Nakamura Tsuyoshi (NTV)
- 2009: Koshonin 2 come Mariya Kyosuke (TV Asahi)
- 2010: Keizoku 2: SP (TBS)
- 2011: Yotsuba Jinja Ura Kagyo Shitsuren Hoken~Kokuraseya (YTV)
- 2011: Jiu: Keishichou Tokushuhan Sousakei (TV Asahi)
- 2011: Arakawa Under the Bridge (serie televisiva) (TBS)
- 2012: Great Teacher Onizuka (Fuji TV)
- 2012: Jun to Ai (NHK)
- 2013: Ashita, mama ga inai (NTV)

## Le tracce degli album

### U (2011)
1. "Sisyphus" - 5:47
2. "U" - 3:50
3. "Heart Of Glass" - 4:23
4. "Cuando se ama" - 3:28
5. "Sisyphus (Versione strumentale)" - 5:47
6. "U" (Versione strumentale) - 3:50
7. "Heart Of Glass (Versione strumentale)" - 4:23

### UNO (2012)
1. "Sisyphus" - 5:47
2. "Worth Fighting For Ft. Howie Dorough" - 3:57
3. "Destiny" - 1:28
4. "A Sandglass Of Fate" - 4:42
5. "La Flor Abandonada" - 5:36
6. "Heart Of Glass" - 4:23
7. "Obstinacy Ft. Kana Tachibana" - 5:34
8. "U" - 3:50
9. "FTL Ft. Daichi" - 4:37
10. "Mentirosa Ft. Jun Yhirota" - 4:36
11. "Cuando se ama" - 3:28
12. "Beautiful Morning" - 0:24
13. "Wedding Song Ft. Yamazaki Ikusaburo" - 5:49
14. "Love & Peace" - 6:06

### A Singer (2018)
1. "A Corner Of The Sky" - 2:59
2. "A Whole New World" - 4:11
3. "Die Schatten Werden Langer Ft. Ramin Karimloo" - 3:55
4. " Not While I'm Around" - 3:34
5. "My Favorite Things" - 3:41
6. "Aimer Ft. Erika Ikuta" - 3:32
7. "My Mother Bore Me" - 4:37
8. "Ich Bin Ich Bin Musik" - 2:59
9. "The Greatest Show" - 5:01
10. "A Million Dreams" - 4:36
11. "Isabel" - 3:47